# Нингаль
Нингаль (шум. «Великая госпожа») или Никкаль — шумерская богиня, супруга бога луны Нанны (Сина). Вместе с этим богом её почитали в Уре и Харране. В Сирии эта богиня была известна как Никкаль, и здесь ей поклонялись до I-го тысячелетия до н. э. Богине посвящено древнейшее из сохранившихся музыкальное произведение — Хурритский гимн Никкаль.
Одним из занятий этой богини и её жриц было толкование снов. В одном плаче на шумерском языке описывается, как Нингаль безуспешно пыталась помешать разрушению Ура.
Следующие клинописные знаки использовались для записи её имени:

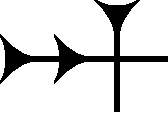
Префикс, использующийся перед именем бога
NIN — «госпожа»
GAL — «великая»